# Emil Bartoschek
Emil Bartoschek (* 30. Juli 1899 in Czuchow, Kreis Rybnik, Oberschlesien; † 26. Februar 1969 in Waldbrunn, Hessen, Deutschland) war ein deutscher Maler und Künstler des Bauhauses.

## Leben und Werk

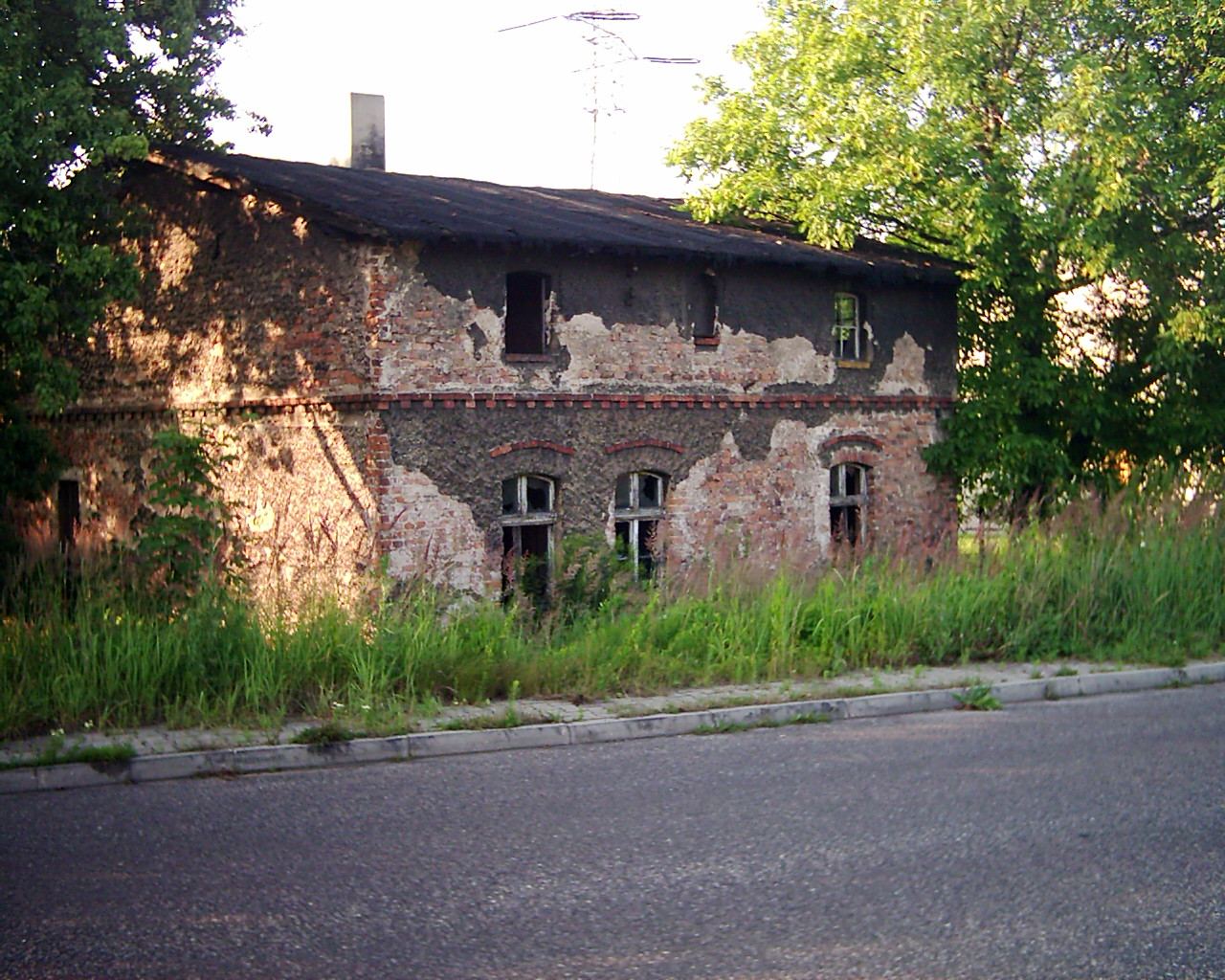
Emil Bartoscheks Geburtshaus (2004)

Bartoschek wurde in Czuchow geboren, das 1922 zu Polen kam. Er begann 1914 eine Lehre als Dekorationsmaler in Czerwionka, dort erhielt er auch Mal- und Zeichenunterricht bei dem akademischen Maler Gotschlich. Erste Arbeiten wurden 1919 in einer Kollektivausstellung in Hindenburg gezeigt.
1920 begann er sein Studium mit dem Vorkurs bei Johannes Itten am Bauhaus in Weimar. Klee und Kandinsky waren weitere Meister im Studium. Während dieser Zeit beschäftigte sich Bartoschek intensiv mit den neuen gestalterischen Möglichkeiten von Farbe, Form und Material. Er experimentierte mit Techniken der Glasgestaltung und Textilkunst, auch inspiriert durch die Lehrtätigkeit von Paul Klee im Bereich der Formgestaltung. Wegen der politisch unruhigen Lage im Grenzgebiet zwischen  Polen und Oberschlesien verließ er Weimar und ging 1921 zum Studium an die Staatliche Akademie für Kunst und Kunstgewerbe in Breslau. Er wurde Meisterschüler bei Otto Mueller, einem Mitglied der Künstlergruppe „Die Brücke“, und Oskar Moll. Obwohl es anfangs Reibungen mit Mueller gab – Bartoschek galt als unkonventionell und unabhängig –, wurde er schließlich geschätzt und arbeitete weitgehend selbstständig. Von Moll übernahm er vor allem technische Kenntnisse. Ab 1925 lebte Bartoschek als freischaffender Maler in Breslau, hatte Einzelausstellungen und beteiligte sich an Ausstellungen. Eigentlich war er schon über die expressionistische Periode hinaus, doch eine Anlehnung an den Expressionismus macht sich in mehreren Bildern seiner frühen Schaffensperioden bemerkbar. Bartoschek arbeitete im gemeinsamen Atelier mit Alexander Camaro. 1930 heiratete Bartoschek Elsa Lichter.
1937 zog Bartoschek nach Berlin. Er hatte dort ein florierendes Atelier in der Nähe des Tiergartens. Seine „Brotmalerei“ – bevorzugt Birkenbilder und märkische Landschaften – sicherte ihm den Lebensunterhalt. Im Verborgenen arbeitete Bartoschek an abstrakten und modernen Werken, die in der Zeit des Nationalsozialismus als „entartet“ gegolten hätten und nicht öffentlich gezeigt werden konnten. Den für seine Existenz als Maler nötigen wirtschaftlichen Erfolg hatte er mit impressionistischen und naturalistischen Gemälden, vorwiegend stellte er Motive aus der märkischen Umgebung dar. Sie fanden in den Galerien von Sarcander und Kallide in der Passage der Friedrichstraße ihre Käufer. So konnte Emil Bartoschek – vor den Augen der Öffentlichkeit geschützt – an  Bildern arbeiten, die ihm in dieser Zeit als „entartete Kunst“ Berufsverbot eingetragen hätten, wären sie publik geworden. 1939 erwarb Emil Bartoschek ein Grundstück in Groß Schönebeck in der Schorfheide, wo er ein Wochenendhaus baute, um ungestört arbeiten zu können.
1942 wurden sein Berliner Atelier und ein großer Teil seines Werks durch Fliegerbomben zerstört. Nahezu sein gesamtes Frühwerk, das in einem bombensicheren Tresor gelagert war, wurde dort bei der Eroberung Berlins durch russische Truppen unwiederbringlich vernichtet. Daraufhin zog er sich in sein Haus in der Schorfheide zurück. 1945 musste er mit nur wenigen geretteten Malerutensilien vor der nahenden sowjetischen Armee zu Bekannten nach Grevenbrück flüchten. Nahezu sein gesamtes Frühwerk, eingelagert in einem Berliner Bunker, wurde bei den Kampfhandlungen zerstört.
In Grevenbrück war unter seinen Malschülern auch Hildegard Grunert, die seine zweite Frau werden sollte. 1947 wurde er Mitglied in der Künstlervereinigung Hagenring in Hagen. In mehreren Ausstellungen wurden seine Bilder gezeigt. 1949 erfolgte die Trennung von seiner ersten Frau. Bartoschek zog mit Hildegard Grunert, die ein Studium der Keramik und dekorativen Malerei an den Kölner Werkkunstschulen begann, 1951 nach Köln. Hier wendete er sich wieder der modernen Malerei zu. Es entstanden u. a. impressionistische, abstrakte, expressionistische und auch surrealistische Ölgemälde, Zeichnungen, Aquarelle, Temperabilder, Kohle-, Kreide- und Graphitzeichnungen, die in Einzel- und Gruppenausstellungen gezeigt wurden. Kölner Galeristen verkauften seine Werke gut, doch an die Erfolge in Berlin konnte Bartoschek nicht mehr anknüpfen. Hildegard Grunert eröffnete im Anschluss an ihre Ausbildung eine Keramikwerkstatt. Sie heirateten 1965, verließen Köln, um in Waldbrunn, fernab vom Trubel der Großstadt, zurückgezogen und ungestört ihrer Kunst zu leben. Doch schon nach wenigen Jahren, 1969, starb Emil Bartoschek kurz vor seinem 70. Geburtstag. Er hinterließ ein umfangreiches Spätwerk.

## Werk
Seine Bilder, die er in großer Zahl zur Kaschierung seines abstrakten Werks malte, die weitestgehende Zerstörung seines Hauptwerks und sein umfangreiches und breit gefächertes Spätwerk geben heute ein verfälschtes Bild über das Wirken des Bauhaus-Künstlers Bartoschek.
Werke von ihm befinden sich im Museum Haus Schlesien (Deutsches Kultur- und Bildungszentrum) in Heisterbacherrott, im Museum der Stadt Lennestadt sowie in Privatbesitz. Das Haus Schlesien zeigte 1986 eine Ausstellung mit Werken von Bartoschek. 2013 zeigte Amnesty International die Ausstellung „Kunst und Menschenrechte“, darin auch Werke von Bartoschek.
 Bartoschek im Spiegel der Kunstkritik 
Zu einer Ausstellung 1960 in Köln schrieb der Kunstkritiker Horst Richter im Kölner Kulturspiegel vom 12. April 1960:
„(...) Bartoschek erkannte die Ausdruckswerte der malerischen Abstraktion bereits zu einer Zeit, in der es noch ein Risiko bedeutete, den Gegenstand völlig aus dem Bild zu verbannen. Seine geistige Heimat war im Grunde der Berliner „Sturm“, obwohl Bartoschek weder bei Walden ausgestellt noch dessen Künstlerkreis angehört hat. Der Schlesier schlug sich als schöpferischer Einsiedler durchs Leben, auch durch die dürren Kunstjahre des Dritten Reiches, als er nach außen hin eine „Brotmalerei“ impressionistischen Charakters betrieb, um in der Stille weiter an den nun verfemten abstrakten Ausdrucksmitteln feilen zu können. (...)“